# 马扎劳尔马什
马扎劳尔马什（匈牙利語：Magyaralmás）是匈牙利费耶尔州所辖的一个村。总面积22.42平方公里，总人口1501，人口密度66.9人/平方公里（2011年1月1日）。